# 아다 (세르비아)

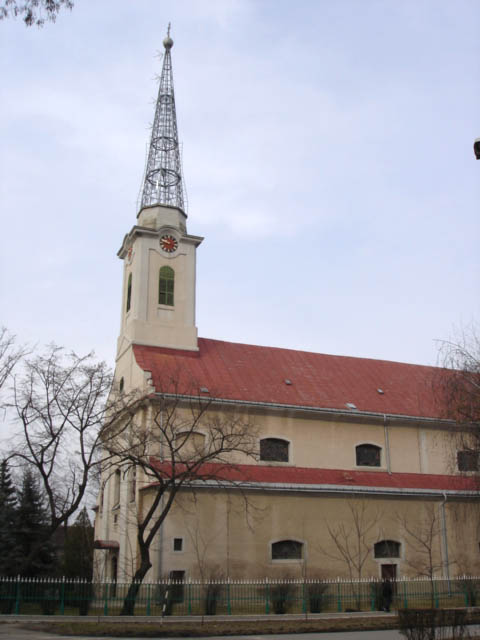
아다 교회

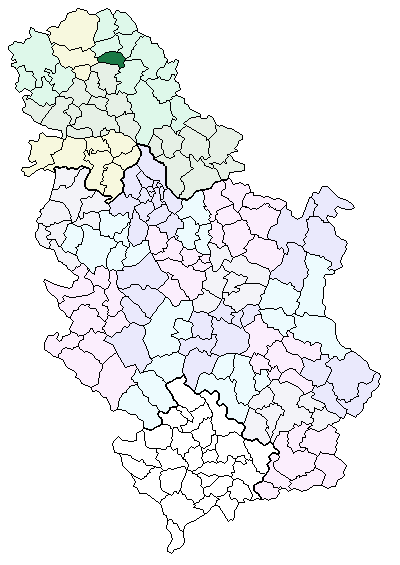
아다의 위치

아다(세르비아어: Ада, Ada, 헝가리어: Ada 어더[*])는 세르비아 보이보디나 자치주에 위치한 도시로, 행정 구역상으로는 북바나트구에 속하며 면적은 228.6km2, 도시 인구는 10,546명(2002년 기준), 지방 자치체 인구는 18,972명(2002년 기준)이다. 역사적으로 바치카 지방에 속했던 도시이며 티서강과 접한다. 헝가리인이 전체 인구의 다수를 차지한다.

## 인구
| 연도  | 인구   | ±% p.a. |
| ----- | ------ | ------- |
| 1948  | 22,235 | —       |
| 1953  | 21,676 | −0.51%  |
| 1961  | 22,234 | +0.32%  |
| 1971  | 22,611 | +0.17%  |
| 1981  | 22,408 | −0.09%  |
| 1991  | 21,506 | −0.41%  |
| 2002  | 18,994 | −1.12%  |
| 2011  | 16,991 | −1.23%  |
| 출처: |        |         |